# 國道134號
國道134號是由日本神奈川縣橫須賀市起點，至同縣中郡大磯町終點的一般國道。通稱為「湘南道路」，以前有收費部分（通行費30日圓）。

## 概要
- 陸上距離：60.6km
- 起點：神奈川縣橫須賀市（救急醫療中心前交差點＝國道16號交點）
- 終點：神奈川縣中郡大磯町（國道1號 西湘繞道入口）
- 主要經過地：三浦市、鎌倉市、藤澤市、茅崎市、平塚市
- 指定區間：無
- 行車線數：藤澤市片瀨橋～茅崎市柳島：4線、其他2線

## 歷史
- 1953年5月18日，被指定為二級國道134號橫須賀大磯線（神奈川縣橫須賀市～神奈川縣中郡大磯町）。
- 1965年4月1日，成為一般國道134號。
- 1975年3月1日，收費區間－鎌倉區間免費開放。
- 1986年7月1日，收費區間－逗子區間免費開放。

## 通過市町村
- 神奈川縣
  - 橫須賀市 - 三浦市 - 橫須賀市 - 三浦郡葉山町 - 逗子市 -　鎌倉市 - 藤澤市 - 茅崎市 - 平塚市 - 中郡大磯町

## 主要連接路線
- 國道16號（橫須賀市・救急醫療中心前交差點）
- 三浦縱貫道路（橫須賀市）
- 逗葉新道（三浦郡葉山町）
- 國道467號（藤澤市・片瀨東濱交差點）
- 茅崎海岸IC - 新湘南繞道（茅崎市）
- 國道129號（平塚市・高濱台交差點）
- 國道1號（中郡大磯町・長者町交差點）
- 國道1號（中郡大磯町・大磯站入口交差點）
- 大磯東IC - 西湘繞道（中郡大磯町）
- 縣道：縣道27號、縣道26號、縣道213號、縣道217號、縣道24號、縣道21號、縣道32號、縣道304號、縣道305號、縣道30號、縣道46號、縣道61號、縣道62號

## 特記事項
- 茅崎市濱須賀交差點（神奈川縣道30號戶塚茅崎線交點）～平塚市唐原交差點間是箱根驛傳的路線而聞名。[來源請求]